# Tutorial
En tutorial er en guide eller vejledning som punkt for punkt fortæller dig, hvordan du fx skal redigere et billede, eller opsætte en websted. En opskrift er en form for tutorial, da den punkt for punkt fortæller dig hvordan og hvad du skal gøre for at lave en bestemt ret. 

## Eksterne sider
- Eksempel: Lav din egen hjemmeside-tutorial – på laerhtml.dk Arkiveret 8. april 2012 hos  Wayback Machine